# Guillermo Gregorio
Guillermo Gregorio  (* 1. Mai 1941 in Buenos Aires) ist ein argentinischer Klarinettist, Altsaxophonist und Komponist des Jazz und der Neuen Improvisationsmusik.

## Leben
Guillermo Gregorio wurde in den 1940er Jahren in Buenos Aires geboren und stammt aus einer musikalischen Familie. Erste Jazzeinflüsse waren Pee Wee Russell und Jimmy Noone; jedoch schon früh beschäftigte er sich mit der Musik von Lennie Tristano, Ornette Coleman und der frühen Musique concrète.
Zu Beginn der 1960er Jahre begann er erste Experimente, die dann in das Projekt „Unheard Music“ (später veröffentlicht auf dem Album Otra Música: Tape Music, Fluxus, and the Improvisation in Buenos Aires 1963–1970) mündeten. Gregorio arbeitete neben seinen musikalischen Arbeiten als Professor für Architektur und als Autor über klassische und moderne Musik-Avantgardeformen.
Gregorio wirkte auch an den damaligen Fluxus-Aktivitäten der argentinischen Performance-Gruppen Movimiento Música Mús und weiterer experimenteller Gruppen in Buenos Aires und La Plata mit. Mitte der 1980er Jahre verließ Gregorio Buenos Aires und zog zunächst nach Europa, wo er in Wien lebte und mit Franz Koglmann arbeitete; schließlich ging er in die USA nach Chicago, wo er auch heute noch lebt und arbeitet. 2001 gründete er das Madi Ensemble, mit dem er die verschiedenen argentinischen Avantgarde-Stile weiterentwickelte.
Er unterrichtet an der Purdue University und erhielt im Rahmen seiner Promotion den Auftrag eines Orchesterwerks mit dem Chicago Symphony Orchestra. Seine Musik kombiniert Elemente der Improvisation in einem strukturellen Rahmen, die von der Architektur und den graphischen Elementen der planimetrischen Projektionen abgeleitet sind. Seit 1995 nahm Gregorio mehrere Alben für das Schweizer HatHut Records auf, mit u. a. Carrie Biolo, Michael Cameron, Mat Maneri, Jim O’Rourke, Mats Gustafsson und Kjell Nordeson. Im Jahr 2001 arbeitete Gregorio mit einem Streichquartett und dem Posaunisten Sebi Tramontana; außerdem spielte er im Trio mit Pandelis Karayorgis und Nate McBride (Chicago Approach). Seine „Rodchenko Suite“ wurde von Lou Mallozzi aufgeführt.
Die Kritiker Richard Cook und Brian Morton vergleichen Gregorios konzeptionelle Herangehensweise an den klassischen Jazz mit der von Franz Koglmann, wie in seinen Interpretationen von Red Norvos Aufnahmen aus den 1940er Jahren auf Ellipsis 1997 oder den Verarbeitungen von Fletcher Hendersons Stücken wie Red Dust, Ghost of a Chance oder These Foolish Things auf dem Album Red Cube(d) von 1998. Bemerkenswertestes Stück ist für die Autoren „Woodchopper’s Nightmare“ mit motivischen Bezügen zum Werk von Red Norvo, Shorty Rogers, Woody Herman, Flip Phillips und anderen. Der Kritiker Bill Shoemaker beschrieb Guillermo Gregorios Musik „als ein einzigartige Kette zwischen post-serialer Komposition und vom Cool Jazz beeinflussten kammermusikalischen Jazz“.

## Diskografie
- Otra Musica – Tape Music, Fluxus, and the Improvisation in Buenos Aires 1963–1970  (Atavistic, 1963–70)
- Approximately (HatArt, 1996)
- Ellipsis (HatOLOGY, 1997)
- Red Cube(d) (HatOLOGY, 1998)
- Background Music (HatOLOGY, 1998) mit Mats Gustafsson und Kjell Nordeson
- Degrees of Ironicity (HatNOW, 1999)
- Guillermo Gregorio / Pandelis Karayorgis / Nate McBride: Chicago Approach
- Guillermo Gregorio / Rafał Mazur / Ramon Lopez: Wandering The Sound (Fundacja Słuchaj, 2018)
- Guillermo Gregorio/Brandon Lopez: 12 Episodes (Relative Pitch, 2018)
- Guillermo Gregorio / Joe Fonda / Ramón López: Intersecting Lives (Fundacja Sluchaj, 2020)
- Guillermo Gregorio / Damon Smith / Jerome Bryerton: The Cold Arrow (Balance Point Acoustics, 2023)